# Dendrobium merrillii
Dendrobium merrillii är en orkidéart som beskrevs av Oakes Ames. Dendrobium merrillii ingår i släktet Dendrobium, och familjen orkidéer.
Artens utbredningsområde är Filippinerna. Inga underarter finns listade i Catalogue of Life.